# Можливість і дійсність
Актуалізація (філос.) — поняття, що означає зміну буття. В цьому понятті розкрита лише одна сторона руху: перехід буття з стану можливості в стан дійсності.
Пояснення актуалізації у Аристотеля, в схоластиці незворотно призводило до антидіфалектичного визнання нерухомого, зовнішнього по відношенню до буття джерела руху: світового першорушія, бога як чистого акту.
Ідея переходу від можливості до дійсності отримує найповніше вираження в матеріальній діалектиці (Можливість і дійсність).